# Charles Amini
Charles Jordan Alewa Amini (* 14. April 1992 in Port Moresby, Papua-Neuguinea) ist ein papua-neuguineischer Cricketspieler, der seit 2014 für die papua-neuguineanische Nationalmannschaft spielt.

## Kindheit und Ausbildung
Amini kommt aus einer Cricket-Familie, wobei sowohl seine Mutter, Kune Amini, sein Großvater und Vater, sowie sein Bruder Chris Amini für Papua-Neuguinea in der jeweiligen Nationalmannschaft spielten. In seiner Jugend verbrachte er mit seiner Familie drei Jahre in Melbourne, als sein Vater für Shell arbeitete. Er war Teil der papua-neuguineischen Vertretung beim ICC U19-Cricket-Weltmeisterschaft 2012.

## Aktive Karriere
Amini gab sein ODI im November 2014 gegen Hongkong und erzielte dabei ein Fifty über 61* Runs. Im Juli 2015 folgte auch sein Twenty20-Debüt beim ICC World Twenty20 Qualifier 2015 gegen Irland. Beim ICC Cricket World Cup Qualifier 2018 erreichte er vier Wickets (4/27) gegen Hongkong und wurde dafür als Spieler des Spiels ausgezeichnet. Im März 2019 folgte in der Ostasien/Pazifik-Qualifikation für die Twenty20-Weltmeisterschaft ein Fifty über 60 Runs gegen die Philippinen. Bei den Pazifikspielen im Juli 2019 erreichte er ein weiteres Fifty (51 Runs) gegen Vanuatu. Bei einem Drei-Nationen-Turnier in Schottland erreichte er drei Wickets (3/39) gegen den Oman und im Monat darauf in den Vereinigten Staaten ein Fifty über 53 Runs. Er war dann Teil des Kaders beim ICC Men’s T20 World Cup 2021 und konnte dort unter anderem gegen den Oman 37 Runs erzielen. Im März 2022 traf er mit dem Team mehrfach auf Nepal. In den Vereinigten Arabischen Emiraten erzielte er in den ODIs gegen sie 59 Runs, um dann in ODIs (77 Runs) und Twenty20s (62 Runs) zwei weitere zu erzielen. Im Monat darauf erzielte er gegen Oman zwei weitere Fifties (59 und 60 Runs) bei einem Drei-Nationen-Turnier in den Vereinigten Arabischen Emiraten.
Im September erreichte er bei einem heimischen Drei-Nationen-Turnier gegen die Vereinigten Staaten drei Wickets (3/32). Beim ICC Cricket World Cup Qualifier Play-off 2023 erzielte er mit 109 Runs aus 75 Bällen sein erstes ODI-Century gegen Namibia und fügte im folgenden Spiel gegen Jersey ein Fifty über 54 Runs hinzu. In der Saison 2023 erzielte Team bei der Qualifikation zur nächsten Twenty20-Weltmeisterschaft 53 Runs gegen die Philippinen. Im September 2023 erzielte er vier Wickets (4/18). Im April folgte dann abermals in Malaysia ein Fifty über 91* Runs und drei Wickets (3/18). Daraufhin wurde er für den Kader für den ICC Men’s T20 World Cup 2024 nominiert.